# Abre a Janela
Abre a Janela é o segundo álbum da banda Ponto de Equilíbrio, lançado em 2007.

## Faixas
Todas as faixas por Ponto de Equilíbrio.
1. Janela Da Favela - 3:31
2. Verdadeiro Valor - 4:02
3. Menino João (Lembranças De Jordão) - 4:38
4. Poder Da Palavra - 4:47
5. Soul Rebel - 3:58
6. Tão Bela  - 3:08
7. O Inimigo - 4:47
8. Só Quero O Que É Meu - 4:41
9. Velho Amigo - 3:57
10. Quem Sabe (Salomão) - 4:27
11. Lágrimas De Jah - 5:14
12. Graças e Louvores - 4:22